# Dan George
Dan George nacido el año 1943, es un escultor estadounidense.

## Datos biográficos
Es autor de la obra Spirit of Belfast -Espíritu de Belfast- instalada en el año 2009, Cornmarket, Belfast, Irlanda. 54°35′55″N 5°55′39.08″O / 54.59861, -5.9275222